# Dekameron
Dekameron (italiensk titel Il Decameron fra græsk deka (δέκα) ti; hemera (ἡμέρα) dage) er den italienske forfatter Giovanni Boccaccios mest berømte værk. Det blev skrevet 1349-53. Dekameron betyder "ti dage" på græsk og refererer til værkets struktur. 

## Struktur og tema
Dekameron er en novellesamling med ti x ti historier. Værket består af tre fortællerlag:
Det første lag er Boccaccio, der som jeg-fortælleren lægger den ydre ramme. 
I det andet fortællerlag fortæller Boccaccio om ti unge mennesker, syv kvinder og tre mænd, fra det bedre borgerskab, der hver fortæller en historie hver dag i ti dage.
Det tredje lag er de personer, der optræder i Dekameron. I enkelte af fortællingerne optræder der også et fjerde fortællerlag.
Hver dag er der et tema for fortællinger, der kan inddeles i tre overordnet kategorier:
- Riddernoveller; der blandt andet handler om høviske værdier
- Købmandsnoveller; om fornuft, kløgt, besindighed
- Almuenoveller; om erotik, naturlige drifter og kritik af munke og præster

## Ligheder mellemDekameronogDen guddommelige Komedie
Dantes Den guddommelige Komedie var en stor inspirationskilde for Boccaccio, og det er denne, der har givet Dantes Komedie tilnavnet: "guddommelige". Der er visse ligheder mellem de to værker blandt andet i overordnet struktur; for eksempel består Dantes komedie af 100 sange, mens Boccaccio består af 100 fortællinger. En anden lighed er, at de er skrevet på italiensk folkesprog og ikke på latin.
Dekamerons undertitel, Prins Galeotto, er hentet fra Dantes guddommelige komedie, hvor prins Galeotto optræder i fortællingerne om kong Arthur. 

## Forfatterens fortale
Fortalen er Boccaccios forord til rammefortællingen Dekameron. Boccaccio henvender sig direkte til læseren for at fortælle, hvad der inspirerede ham til at skrive de 100 noveller. Inspirationen kom fra hans egen oplevelse af en ulykkelig kærlighed i hans tidlige ungdom. Han formåede dog ved Guds og gode venners hjælp at komme sig over smerten og gøre den til frydefulde minder. Inspireret af den hjælp, han fik, ønsker han at vise sin taknemmelighed ved at skrive underholdende og belærende historier, primært til de kvinder, som han mener, ville have gavn og glæde af at læse dem. Hans bevæggrund for at henvende sig til kvinder er, at han mener, at de ikke har de samme muligheder som mænd for at bearbejde ulykkelig kærlighed. F.eks. har manden mulighed for at gå på jagt, at fiske, at ride mm. Da prosa var en ny skrivestil på Boccaccios tid, var han usikker på, om han skulle kalde værket for noveller, historier, parabler eller fabler. I dag ville man kalde Dekameron en novellesamling.

## Indledningen
I indledningen fortæller han om pestens hærgen i Firenze og den konsekvens, den havde for byen og dens indbyggere. Kvinderne blev løsslupne og ændrede adfærd, da de fandt det svært at se nogen mening i at bevare dyden, eftersom de alligevel skulle dø.
I mangel af bedre blev det tidligere adfærdsmønster - især i de finere kredse - erstattet af desperate løsninger. Indbyggerne begyndte at gruppere sig på forskellige måder, nogle ved at isolere sig i små, lukkede og selvforsynende samfund, andre ved at flygte fra byen, andre ved at slå sig løs i druk og musik og nyde det, der muligvis var afslutningen på deres liv.
Samfundets normer væltes, og skikke forgår, da folk enten flygtede eller døde. Døden blev en integreret del af hverdagen i så stor stil, at det ikke længere var af betydning, om det var et menneske eller et dyr, der blev offer for sygdommen.
Syv adelige unge damer og tre unge mænd beslutter at forlade Firenze sammen med deres tjenestefolk for at undslippe og glemme pestens rædsler.
De installerer sig på landsteder uden for byen de næste ti dage, hvor de lever med festmåltider, opvartning og selskabslege i kontrast til forholdene i Firenze .
Den første dag besluttes det, at én af de ti skal være “overhoved” for en dag, for at sikre orden og lige fordeling af pligter.
Som adspredelse fortæller de en historie hver dag, og da de tilbringer ti dage der, bliver det til hundrede fortællinger.

## Noveller
Første dag – 3. historie  
Den tredje historie fortælles af Filomena, som er en af de syv kvinder. Den handler om den muslimske sultan Saladin, som efter talrige krige og overvældene pragtlyst har tømt hele sit skatkammer. Han opsøger nu den jødiske Melkisedek, som før har lånt penge ud til ågerrenter. Saladin forsøger at lægge en fælde for Melkisedek. Han spørger Melkisedek, hvilken af de følgende tre love, som er de sande. Den jødiske, saracenske eller kristne. Melkisedek er meget vis og ser en fælde. Han vælger derfor at svare på spørgsmålet med en historie om en far, der skal vælge, hvilken af sine tre sønner, som skal arve hans ring. Faren kan ikke bestemme sig og vælger at lave to ens ringe, så alle sønnerene får én ring hver. Dermed behøver Melkisedek ikke at svare på en bestemt religion, men anser dem som uafgjort. Gud betragter alle religioner lige, lige som faren betragter sine tre sønner.  
Novellen udviser en religiøs tolerance og bevidsthed om mangefold. Derudover fremhæver den også individets evner og det at være i stand til at bruge dem fornuftigt. Jøden udviser altså ikke kun en religiøs tolerance, da han via sin historie stiller religionerne lige, men han er også et eksempel på intellekt, og hvordan man som individ formår at bruge dem fornuftigt.
Femte dag – 9. historie
Den niende historie bliver fortalt af Pampinea, de ti menneskers dronning. Den handler om Federigo, som er forelsket i Monna, en gift frue. Federigo overøser Monna med gaver i et forsøg på at vinde hendes kærlighed. Han bliver derfor fattig og må flytte i et hus på landet. Her lever han et beskedent liv, hvor hans kæreste eje er en jagtfalk. I mellemtiden bliver Monna enke og hendes søn alvorligt syg. Sønnens eneste ønske er at få en jagtfalk, og derfor opsøger Monna Federigo. Da han intet andet har end falken, serverer han den for Monna. Monnas brødre mener, at hun skal gifte sig rigt igen. Trods Federigos fattigdom vælger hun at gifte sig med ham, da han har vist sig som et værdifuldt menneske, idet han ofrede sit kæreste eje for hende. 
Novellen viser, at storsind ikke har noget med stand at gøre. Selv om Federigo er fattig, opgiver han den eneste ting han har, for at hjælpe Monna. Falken er symbol på det høviske og ridderlige, som Federigo giver afkald på for de nye værdier fra det velhavende, fornuftige borgerskab.

## Dekameronpå dansk
Flere oversættere har oversat fortællingerne til dansk:
- Samuel Prahl
  - Første udgave: 1904
  - Senere udgaver: 1907, 1939, 1947
- Marx Jantzen
  - Udgivelsesår: 1929
- J.V Lind
  - Udgivelsesår: 1960
- Thomas Harder
  - Giovanni Boccaccio (2019), Dekameron, Hoff & Poulsen, ISBN 978-87-93279-59-9, Wikidata  Q87442870